# 索恩河畔讷维尔
索恩河畔讷维尔（法語：Neuville-sur-Saône，法語發音：[nøvil syʁ son]）是法国里昂大都会的一个市镇，隸属于里昂区。

## 地理
索恩河畔讷维尔（45°52'34"N, 4°50'28"E）面积5.47 平方千米，位于法国奥弗涅-罗讷-阿尔卑斯大区里昂大都会，后者为法国的一个特殊地位集体，自2015年脱离罗讷省成立，位于法国中东部，中心城市为里昂。
与索恩河畔讷维尔接壤的市镇（或旧市镇、城区）包括：热奈、圣日耳曼欧蒙多尔、蒙塔奈、索恩河畔阿尔比尼、屈里斯欧蒙多尔、索恩河畔弗勒里约。
索恩河畔讷维尔的时区为UTC+01:00、UTC+02:00（夏令时）。

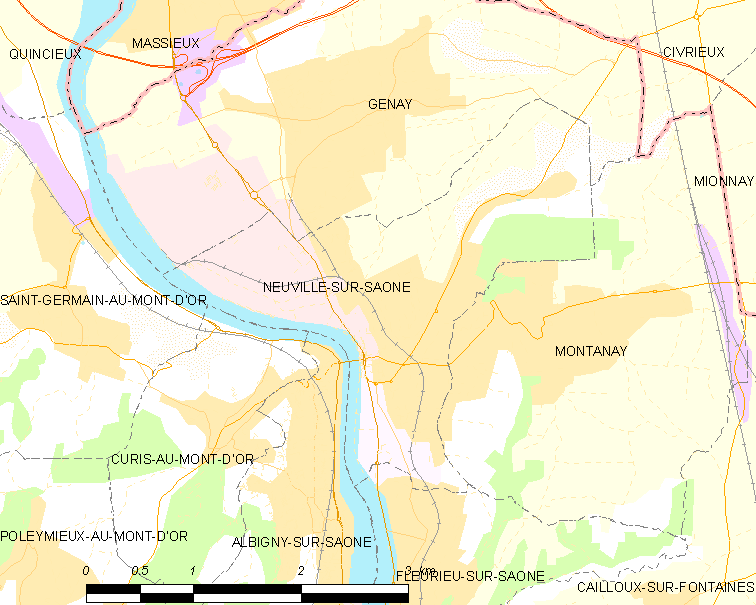
索恩河畔讷维尔的OSM定位图

## 行政
索恩河畔讷维尔的邮政编码为69250，INSEE市镇编码为69143。

## 政治
索恩河畔讷维尔的现任市长为埃里克·贝洛（Éric Bellot）先生，任期为2020-2026年。

## 人口

1962-2008年间索恩河畔讷维尔人口变化图示

索恩河畔讷维尔于2022年1月1日时的人口数量为7807人。